# (1688) Wilkens
(1688) Wilkens es un asteroide perteneciente al cinturón de asteroides descubierto el 3 de marzo de 1951 por Miguel Itzigsohn desde el Observatorio Astronómico de La Plata, Argentina.

## Designación y nombre
Wilkens recibió al principio la designación de 1951 EQ1.
Posteriormente se nombró en honor del astrónomo alemán Alexander Wilkens (1881-1968).

## Características orbitales
Wilkens orbita a una distancia media de 2,617 ua del Sol, pudiendo acercarse hasta 1,985 ua. Su excentricidad es 0,2417 y la inclinación orbital 11,76°. Emplea en completar una órbita alrededor del Sol 1547 días.